# Totalna Porażka: Wariacki wyścig
Totalna Porażka: Wariacki wyścig (ang. Total Drama Presents: The Ridonculous Race, 2015) – kanadyjski serial animowany, spin-off serialu Totalna Porażka.
36 uczestników (nowych, a także kilku znanych z serialu Totalna Porażka) bierze udział w Totalnej Porażce: Wariackim wyścigu. Akcja każdego odcinka odbywa się w innym miejscu na świecie. Uczestnicy są podzieleni na 18 par. Prowadzącym show jest Don.
W Polsce zwycięzcami sezonu zostali Geoff & Brody, jednakże istnieje również alternatywne zakończenie w którym show wygrywają Sanders & MacArthur.

## Państwa
W każdym odcinku uczestnicy będą rywalizować w innym państwie.
| Flaga                        | Państwo                      | Odcinek | Miejsce                          |
| ---------------------------- | ---------------------------- | ------- | -------------------------------- |
| Kanada                       | Kanada                       | 1       | Toronto                          |
| Maroko                       | Maroko                       | 2       | Marrakesz                        |
| Francja                      | Francja                      | 3       | Paryż                            |
| Francja                      | Francja                      | 4       | Midi                             |
| Islandia                     | Islandia                     | 5       | Park Narodowy Vatnajokull        |
| Brazylia                     | Brazylia                     | 6       | Rio de Janeiro                   |
| Rumunia                      | Rumunia                      | 7       | Transylwania                     |
| Stany Zjednoczone            | Stany Zjednoczone            | 8       | Hawaje                           |
| Zjednoczone Emiraty Arabskie | Zjednoczone Emiraty Arabskie | 9       | Dubaj                            |
|                              | Chiny                        | 10      | Pekin                            |
| Finlandia                    | Finlandia                    | 11      | Finlandia                        |
| Zimbabwe                     | Zimbabwe                     | 12      | Park Narodowy Cataratas Victoria |
| Australia                    | Australia                    | 13      | Goulburn                         |
| Australia                    | Australia                    | 14      | Outback                          |
| Nowa Zelandia                | Nowa Zelandia                | 15      | Nowa Zelandia                    |
| Kanada                       | Kanada                       | 16      | Lethbridge                       |
| Kanada                       | Kanada                       | 17      | Koło Podbiegunowe                |
| Indonezja                    | Indonezja                    | 18      | Flores                           |
| Stany Zjednoczone            | Stany Zjednoczone            | 19      | Las Vegas                        |
| Meksyk                       | Meksyk                       | 20      | Acapulco                         |
| Wietnam                      | Vietnam                      | 21      | Hạ Long                          |
| Rosja                        | Rosja                        | 22      | Supergłęboki Odwiert Kolski      |
| Indie                        | Indie                        | 23      | Dardżyling                       |
| Argentyna                    | Argentyna                    | 24      | Buenos Aires                     |
| Bahamy                       | Bahamy                       | 25      | Nassau                           |
| Stany Zjednoczone            | Stany Zjednoczone            | 26      | Nowy Jork                        |

## Uczestnicy
36 uczestników zostanie podzielonych na 18 par.
| Pozycja | Uczestnik                               | Status I                                         | Status II                                                   |
| ------- | --------------------------------------- | ------------------------------------------------ | ----------------------------------------------------------- |
| 18      | Tammy i Leonard (Gracze)                | Debiut Odcinek 1 „Naprzód, osiemnastka zaczyna!” | Eliminacja Odcinek 2 „Naprzód, osiemnastka zaczyna!”        |
| 17      | Gerry & Pete (Tenisiści)                | Debiut Odcinek 1 „Naprzód, osiemnastka zaczyna!” | Eliminacja Odcinek 3 „Francuski jest językiem wieży Eiffla” |
| 16      | Ellody & Mary (Geniusze)                | Debiut Odcinek 1 „Naprzód, osiemnastka zaczyna!” | Eliminacja Odcinek 4 „Śródziemnomorski blues (...)”         |
| 15      | Laurie & Miles (Weganki)                | Debiut Odcinek 1 „Naprzód, osiemnastka zaczyna!” | Eliminacja Odcinek 6 „Brazylijski las bólu”                 |
| 14      | Jen & Tom (Blogerzy modowi)             | Debiut Odcinek 1 „Naprzód, osiemnastka zaczyna!” | Eliminacja Odcinek 7 „Ence pence, W której... trumnie”      |
| 13      | Kelly & Taylor (Matka i córka)          | Debiut Odcinek 1 „Naprzód, osiemnastka zaczyna!” | Eliminacja Odcinek 9 „W Dubaju jak w raju”                  |
| 12      | Jay & Mickey (Bliźniacy)                | Debiut Odcinek 1 „Naprzód, osiemnastka zaczyna!” | Eliminacja Odcinek 11 „Kocham Ridonc i Roll”                |
| 11      | Chet & Lorenzo (Przyrodni bracia)       | Debiut Odcinek 1 „Naprzód, osiemnastka zaczyna!” | Eliminacja Odcinek 14 „Australijska plaga”                  |
| 10      | Rock & Spud (Rockowcy)                  | Debiut Odcinek 1 „Naprzód, osiemnastka zaczyna!” | Eliminacja Odcinek 14 „Australijska plaga”                  |
| 9       | Dwayne & Junior (Ojciec i syn)          | Debiut Odcinek 1 „Naprzód, osiemnastka zaczyna!” | Eliminacja Odcinek 16 „Mały byk na prerii”                  |
| 8       | Noah & Owen (Telewizyjni wyjadacze)     | Debiut Odcinek 1 „Naprzód, osiemnastka zaczyna!” | Eliminacja Odcinek 18 „Ślinotok”                            |
| 7       | Crimson & Ennui (Goci)                  | Debiut Odcinek 1 „Naprzód, osiemnastka zaczyna!” | Eliminacja Odcinek 20 „Największy królik”                   |
| Powrót  | Geoff & Brody (Surferzy)                | Debiut Odcinek 1 „Naprzód, osiemnastka zaczyna!” | Eliminacja Odcinek 21 „Polowanie na suma”                   |
| 6       | Stephanie & Ryan (Randkowicze)          | Debiut Odcinek 1 „Naprzód, osiemnastka zaczyna!” | Eliminacja Odcinek 23 „Koniec z tym”                        |
| 5       | Carrie & Devin (Przyjaciele)            | Debiut Odcinek 1 „Naprzód, osiemnastka zaczyna!” | Rezygnacja Odcinek 24 „Ostatnie tango w Buenos Aires”       |
| 4       | Emma & Kitty (Siostry)                  | Debiut Odcinek 1 „Naprzód, osiemnastka zaczyna!” | Eliminacja Odcinek 25 „Bahamarama”                          |
| 3       | Josee & Jacques (Łyżwiarze)             | Debiut Odcinek 1 „Naprzód, osiemnastka zaczyna!” | Finalista Odcinek 26 „Milion sposobów na przegranie (...)”  |
| 1/2     | Sanders & MacArthur (Kadetki policyjne) | Debiut Odcinek 1 „Naprzód, osiemnastka zaczyna!” | Finalista Odcinek 26 „Milion sposobów na przegranie (...)”  |
| 1/2     | Geoff & Brody (Surferzy)                | Powrót Odcinek 25 Bahamarama                     | Wygrana Odcinek 26 „Milion sposobów na przegranie (...)”    |

## Wersja polska
Wersja polska: SDI Media Polska

Reżyseria:
- Wojciech Paszkowski[2] (odc. 1-5, 22-26),
- Joanna Węgrzynowska-Cybińska (odc. 6-21)

Dialogi: Anna Izdebska

W wersji polskiej udział wzięli:
- Piotr Bajtlik – Don
- Krzysztof Cybiński – Dwayne
- Agata Pruchniewska – 
  - MacArthur,
  - Tammy
- Jan Aleksandrowicz-Krasko –
  - Owen,
  - Noah

oraz:
- Barbara Garstka – Carrie
- Mateusz Narloch – Devin
- Agnieszka Mrozińska – Taylor
- Izabella Bukowska – Kelly
- Marta Markowicz –
  - Emma,
  - Kitty
- Maksymilian Michasiów –
  - Mickey,
  - Jay
- Klementyna Umer –
  - Stephanie[2],
  - Mary
- Wojciech Chorąży – Ryan
- Milena Suszyńska – Josee
- Karol Wróblewski – Jacques
- Jarosław Boberek – Geoff
- Paweł Kubat – Brody
- Olaf Marchwicki – Junior
- Olga Omeljaniec – Sanders
- Karol Osentowski – Lorenzo
- Karol Jankiewicz – Chet
- Beata Wyrąbkiewicz – Jen
- Przemysław Niedzielski – Tom
- Grzegorz Kwiecień – 
  - Rock,
  - sprzedawca biletów na lotnisku (odc. 3)
- Wojciech Paszkowski – 
  - Spud,
  - francuski karykaturzysta (odc. 3),
  - taksówkarz (odc. 3),
  - Ennui (odc. 5),
  - sprzedawca waty cukrowej (odc. 26)
- Julia Kołakowska-Bytner –
  - Laurie,
  - Crimson
- Agnieszka Fajlhauer – Miles
- Joanna Pach-Żbikowska – 
  - Ellody,
  - kelnerka (odc. 16)
- Krzysztof Plewako-Szczerbiński – Leonard
- Jakub Szydłowski –
  - Gerry,
  - Ennui (odc. 3, 6-8, 11, 14, 17-20, 26)
  - pilot samolotu (odc. 12, 16, 22)
- Janusz Zadura – Pete
- Izabela Markiewicz

i inni
Lektor tytułu:
- Piotr Bajtlik (odc. 1-5, 14-26),
- Wojciech Paszkowski (odc. 6-13)

Lektor tyłówki: Wojciech Paszkowski (odc. 1-5)

## Odcinki

### Spis odcinków
| Premiera odcinka w Stanach Zjednoczonych | Premiera odcinka w Polsce | N/o | Tytuł polski                                  | Tytuł angielski                             |
| ---------------------------------------- | ------------------------- | --- | --------------------------------------------- | ------------------------------------------- |
|                                          |                           |     |                                               |                                             |
| SERIA SIÓDMA                             |                           |     |                                               |                                             |
|                                          |                           |     |                                               |                                             |
| 07.09.2015                               | 25.01.2016                | 01  | Naprzód, osiemnastka zaczyna!                 | None down, eighteen to go!                  |
| 07.09.2015                               |                           |     | Naprzód, osiemnastka zaczyna!                 | None down, eighteen to go!                  |
| 07.09.2015                               | 26.01.2016                | 02  | Naprzód, osiemnastka zaczyna!                 | None down, eighteen to go!                  |
|                                          |                           |     |                                               |                                             |
| 08.09.2015                               | 27.01.2016                | 03  | Francuski jest językiem wieży Eiffla          | French is an Eiffel Language                |
|                                          |                           |     |                                               |                                             |
| 09.09.2015                               | 28.01.2016                | 04  | Śródziemnomorski blues z tęsknoty za domem    | Mediterranean Homesick Blues                |
|                                          |                           |     |                                               |                                             |
| 10.09.2015                               | 29.01.2016                | 05  | Telefon Bjorken                               | Bjorken Telephone                           |
|                                          |                           |     |                                               |                                             |
| 11.09.2015                               | 01.02.2016                | 06  | Brazylijski las bólu                          | Brazilian Pain Forest                       |
|                                          |                           |     |                                               |                                             |
| 14.09.2015                               | 02.02.2016                | 07  | Ence pence, W której... trumnie               | A Tisket, a Casket, I'm Gonna Blow a Gasket |
|                                          |                           |     |                                               |                                             |
| 15.09.2015                               | 03.02.2016                | 08  | Hawajski miesiąc ogniowy                      | Hawaiian Honeyruin                          |
|                                          |                           |     |                                               |                                             |
| 16.09.2015                               | 04.02.2016                | 09  | W Dubaju jak w raju                           | Hello and Dubai                             |
|                                          |                           |     |                                               |                                             |
| 17.09.2015                               | 05.02.2016                | 10  | Lubicie chińszczyznę?                         | New Beijinging                              |
|                                          |                           |     |                                               |                                             |
| 18.09.2015                               | 08.02.2016                | 11  | Kocham Ridonc i Roll                          | I Love Ridonc & Role                        |
|                                          |                           |     |                                               |                                             |
| 21.09.2015                               | 09.02.2016                | 12  | Moja droga albo Zimbabwe                      | My Way or Zimbabwe                          |
|                                          |                           |     |                                               |                                             |
| 22.09.2015                               | 10.02.2016                | 13  | Skazani na Szał Shank                         | Shawshank Ridonc-tion                       |
|                                          |                           |     |                                               |                                             |
| 23.09.2015                               | 11.04.2016                | 14  | Australijska plaga                            | Down and Outback                            |
|                                          |                           |     |                                               |                                             |
| 24.09.2015                               | 12.04.2016                | 15  | Haka albo coś prostszego                      | Maori or Less                               |
|                                          |                           |     |                                               |                                             |
| 25.09.2015                               | 13.04.2016                | 16  | Mały byk na prerii                            | Little Bull on the Prairie                  |
|                                          |                           |     |                                               |                                             |
| 28.09.2015                               | 14.04.2016                | 17  | Pan Władca obręczy                            | Lord of the Ring Toss                       |
|                                          |                           |     |                                               |                                             |
| 29.09.2015                               | 15.04.2016                | 18  | Ślinotok                                      | Got Venom                                   |
|                                          |                           |     |                                               |                                             |
| 30.09.2015                               | 18.04.2016                | 19  | Wyścigi łazików                               | Dude Buggies                                |
|                                          |                           |     |                                               |                                             |
| 01.10.2015                               | 19.04.2016                | 20  | Największy królik                             | El Bunny Supremo                            |
|                                          |                           |     |                                               |                                             |
| 02.10.2015                               | 20.04.2016                | 21  | Polowanie na suma                             | Ca-Noodline                                 |
|                                          |                           |     |                                               |                                             |
| 05.10.2015                               | 30.04.2016                | 22  | Jak głęboka jest Twoja miłość                 | How Deep Is Your Love                       |
|                                          |                           |     |                                               |                                             |
| 06.10.2015                               | 22.04.2016                | 23  | Koniec z tym                                  | Darjeel With It                             |
|                                          |                           |     |                                               |                                             |
| 07.10.2015                               | 25.04.2016                | 24  | Ostatnie tango w Buenos Aires                 | Last Tango in Buenos Aires                  |
|                                          |                           |     |                                               |                                             |
| 08.10.2015                               | 26.04.2016                | 25  | Bahamarama                                    | Bahamarama                                  |
|                                          |                           |     |                                               |                                             |
| 09.10.2015                               | 27.04.2016                | 26  | Milion sposobów na przegranie miliona dolarów | A Million Ways to Lose a Million Dollars    |
|                                          |                           |     |                                               |                                             |